# Quai Saint-Bernard

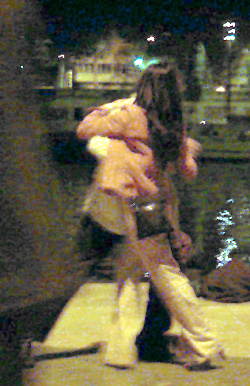
Tangodansare på Quai Saint-Bernard

Quai Saint-Bernard är ett gratis friluftsmuseum med moderna skulpturer i Paris framför Institut du monde arabe vid kanten av floden Seine. Mest känd är platsen för att under somrarna locka till dans – i små halvcirkelformade amfiteatrar vid kanten av floden kan man under sommarhalvåret dansa argentinsk tango, franska folkdanser (däribland bretonska folkdanser), salsa, rockdans, capoeira, latin house och samba-forro. Tangodansarna är mest uthålliga och dansar varje kväll utom när det regnar. För de andra danserna spelas det musik endast under vissa veckodagar. Dansen organiserades länge av entusiaster utan tillstånd, men från och med 2003 har Paris stad officiellt godkänt aktiviteten.